# Trennsystem

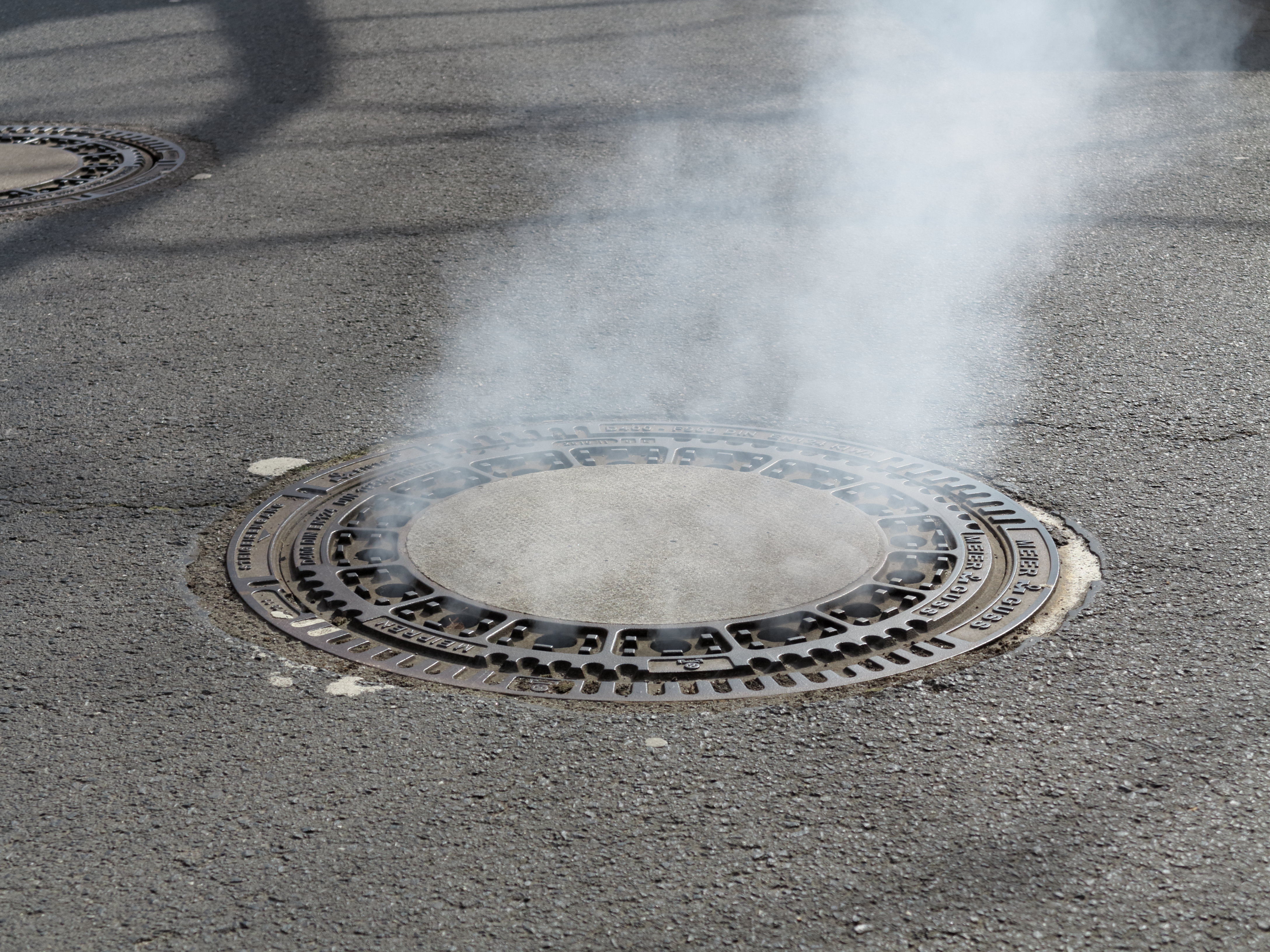
Zur Aufdeckung von falsch angeschlossenen Regenwasserableitungen wird die Schmutzwasserkanalisation gelegentlich mit Nebel beaufschlagt

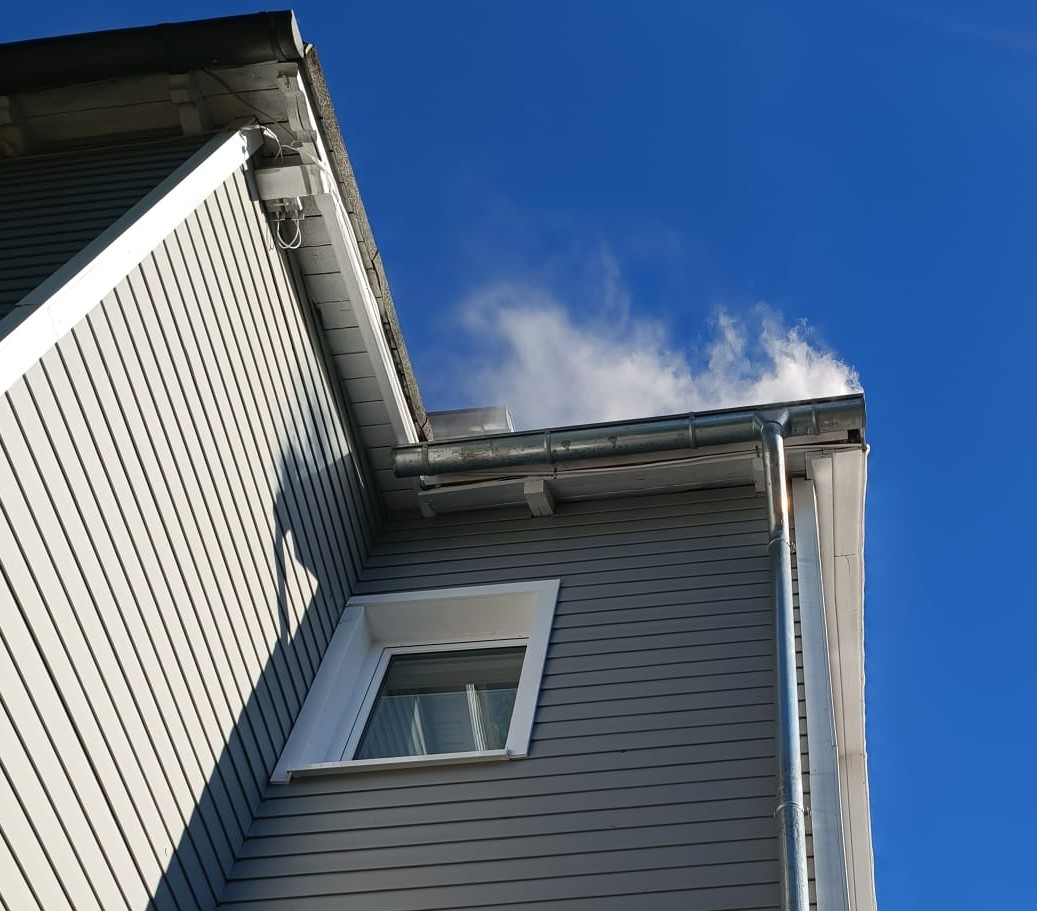
Durch Benebelung aufgedeckter „Fehlanschluss“ einer Dachentwässerung

Beim Trennsystem bzw. im Falle einer Trennkanalisation werden in der Entwässerungstechnik getrennte Leitungs- und Kanalsysteme für die Ableitung von Schmutz- und Regenwasser angelegt.
Hierzu wird das Regenwasser von den Dach- und Verkehrsflächen getrennt von dem übrigen häuslichen Schmutzwasser gesammelt und möglichst in ein nahe gelegenes Gewässer geleitet. Da hierbei nach Starkregenereignissen deutliche Hochwässer in kleine Gewässer eingetragen werden können, bemüht man sich vor allem bei neueren Anlagen um Bauwerke zur Speicherung eines Teils der Niederschläge in Regenrückhaltebecken oder in Regenrückhaltegräben. Ökologisch besonders sinnvoll ist die Regenwasserversickerung, möglichst in offenen Gräben, da sie neben einer Zwischenspeicherung des Wassers auch für dessen Reinigung sorgt.
Das Trennsystem hat den Vorteil, dass relativ gering belastetes Regenwasser nicht durch die Kläranlagen geschickt werden muss. Dadurch kann die Abwasserreinigung wesentlich gründlicher und auch kostengünstiger erfolgen. Auch der Schmutzwasserkanal kann kleiner dimensioniert werden. Aus diesem Grund werden heute Neubaugebiete fast ausschließlich im Trennsystem erschlossen, aber auch in den Altstadtentwässerungen wird mehr und mehr die Trennung der Abwässer durchgeführt. Alle Leitungen müssen jedoch doppelt ausgeführt werden, sofern das Regenwasser nicht vor Ort versickert werden kann.
Da Straßen, Dächer und Plätze auch mit Laub oder Tierkot verschmutzt sein können, ist häufig auch das Regenwasser – wenn auch deutlich geringer – belastet. In der Regel findet aber beim Regenwasser keine Behandlung des Abwassers statt, daher wird der Vorfluter durch die Regenwassereinleitung belastet. In Wasserschutzgebieten wird heute zumindest ein Ölabscheider zwischengeschaltet. Wenn Regenwasserleitungen fälschlich am Schmutzwasserkanal angeschlossen werden, spricht man von „Fehlanschlüssen“. In größeren zeitlichen Abständen prüft der Betreiber des Kanals die Schmutzwasserleitungen durch Einblasen von Nebel aus der Nebelmaschine. Wo Nebel aus der Dachrinne oder aus einem Straßeneinlauf austritt, liegt ein Fehlanschluss vor.
Auch beim sorgfältig ausgeführten Trennsystem kann sauberes Fremdwasser in den Schmutzwasserkanal eindringen. Dieses gelangt unter anderem durch die Kanaldeckel, durch Fehlanschlüsse oder bei undichten Kanälen durch das Grundwasser in den Kanal. Daher rechnet man selbst bei neuen Kanälen mit einem 100-prozentigen Zuschlag für das Fremdwasser. Bei alten Kanälen kann die Fremdwassermenge in feuchten Perioden ein Vielfaches der Schmutzwassermenge erreichen.

## Situation in Deutschland
Früher waren die geringeren Betriebs- und Installationskosten von Mischsystemen häufig ausschlaggebend für die Entscheidung gegen ein Trennsystem. Inzwischen werden Trennsysteme bevorzugt, vor allem aufgrund der relativ hohen Gewässerbelastung durch überlaufendes ungeklärtes Schmutzwasser in Mischsystemen. 1991 lag der Anteil der Trennsysteme an der gesamten kommunalen Kanalisation in Deutschland bei 44 % und stieg bis 2022 auf 59,8 % der Gesamtlänge aller Entwässerungskanäle.
In Norddeutschland und den Neuen Ländern (mit Ausnahme Thüringens) sind Haushalte mehrheitlich an ein Trennsystem angeschlossen.